# Anders Fogh Rasmussen
Anders Fogh Rasmussen, född 26 januari 1953 i Ginnerup, Djursland, Jylland, är en dansk politiker. Han var partiledare för det konservativt liberala partiet Venstre 1998–2009 och Danmarks statsminister 2001–2009. Mellan 2009 och 2014 var han Natos generalsekreterare.
Fogh Rasmussen var ledamot av Folketinget från 1978 och var 1987–1992 skatteminister i Poul Schlüters regering. Som statsminister ledde han en högerkoalition mellan sitt eget parti och Konservative Folkeparti, med parlamentariskt stöd av Dansk folkeparti, vilken kom till makten 2001 och återvaldes 2005 och 2007. Hans regering har genomdrivit stora reformer inom regeringsstrukturen i Danmark, däribland åtgärder som begränsar invandringen till Danmark och infört ett stopp för skattehöjningar.
Fogh Rasmussen var en av USA:s främsta allierade under Irakkriget där dansk militär deltog 2004–2007. I samband med Danmarks Radios (DR) dokumentärfilm Den hemmelige krig om transport av krigsfångar i Afghanistan anklagade Fogh Rasmussen DR för att vara partiska och hävdade att DR borde tillsätta en intern utredning för att ta reda på hur påståendena tagits fram. Detta avvisades av DR och gav anledning till en del polemik.
Fogh Rasmussen blev också kritiserad då han i en intervju i samband med Muhammedkrisen i arabisk TV sade att han inte själv skulle ha publicerat bilderna. Kritiken gällde att detta skulle kunna ses som en kamouflerad ursäkt till den muslimska världen.
Den 1 januari 2007 implementerades en administrativ reform som minskade antalet kommuner och ersatte de tretton amten med fem regioner. Fogh Rasmussen har själv kallat detta "den mest omfattande förnyelsen av det danska välfärdssystemet på årtionden"
Den 4 april 2009 utsågs han till Natos generalsekreterare och avgick som statsminister dagen därpå till förmån för sin finansminister, Lars Løkke Rasmussen. Den 1 augusti tillträdde han rollen som försvarsalliansens ledare som han hade till den 30 september 2014.
Fogh Rasmussen har en universitetsexamen i nationalekonomi från Aarhus universitet 1978.

## Utmärkelser

### Danska ordnar
- Kommendör av Dannebrogorden (7 april 2001)
- Kommendör av första klassen av Dannebrogorden (2002)
- Storkors av Dannebrogorden (7 april 2009)
- Förtjänstmedaljen i guld (17 december 2002)

### Utländska ordnar
- Storkors av Södra korsets orden (2009)
- Riddare av första klassen av Stara Planinas orden, utdelad av Bulgariens president (11 april 2014)[3][4]
- Första klassen av Sankt Georges medalj, utdelad av Bulgariens försvarsminister (11 april 2014)[5]
- Riddare av Terra Mariana-korsets orden (4 februari 2009)
- Storkors av Förbundsrepubliken Tysklands förtjänstorden (2002)
- Stora riddarkorset av Oranien-Nassauorden (30 januari 2014)[6]
- Storkors av Ruben Darios orden (2003)
- Storkors av Pedro Joaquin Chamorros orden
- Storofficerare av Tre Stjärnors orden (2004)
- Storkors av Storfurst Gediminas orden (2004)
- Storkors av Ekkronans orden (2003)
- Storkors av Republiken Polens förtjänstorden (2003)
- Storkors av Portugals förtjänstorden (1992)
- Storkors av Rumänska Stjärnans orden (2004)
- Storkors av Nordstjärneorden (2007)
- Frihetsorden, utdelad av Ukrainas president (7 augusti 2014)[7]
- Riddarkommendör av Sankt Mikaels och Sankt Georgsorden (30 november 2015)

### Övriga utmärkelser
- Erhöll titeln Doctor Honoris Causa vid Universitet i Bukarest den 24 maj 2013, för sitt arbete i Danmark, Europa och NATO.[8][9][10][11]